# Gonioscelis mantis
Gonioscelis bọ ngựa là một loài ruồi trong họ Asilidae. Gonioscelis bọ ngựa được Loew miêu tả năm 1852.